# Aileen Baviera
Aileen Baviera (26 de agosto de 1959 — 21 de março de 2020) foi uma cientista política e sinologista filipina. Ela era uma das principais especialistas da China em seu país.
Morreu em 21 de março de 2020, vítima de pneumonia causado pela COVID-19.